# (31911) Luciafauth
(31911) Luciafauth es un asteroide perteneciente al cinturón de asteroides, descubierto el 5 de abril de 2000 por el equipo del Lincoln Near-Earth Asteroid Research desde el Laboratorio Lincoln, Socorro, Nuevo México.

## Designación y nombre
Designado provisionalmente como 2000 GE54. Fue nombrado por Lucia Fauth (n. 1997) quien recibió el premio a la mejor categoría y el primer puesto en el Intel ISEF 2015 por su proyecto de sistemas integrados. También recibió el Premio de la Fundación Intel por su Visita Cultural y Científica a China. Estudia en el Friedrich-Schiller-Gymnasium de Marbach am Neckar, Alemania.

## Características orbitales
Luciafauth está situado a una distancia media del Sol de 2,431 ua, pudiendo alejarse hasta 2,920 ua y acercarse hasta 1,943 ua. Su excentricidad es 0,201 y la inclinación orbital 1,818 grados. Emplea 1384,75 días en completar una órbita alrededor del Sol.
Pertenece a la familia de asteroides de (135) Hertha.

## Características físicas
La magnitud absoluta de Luciafauth es 16,36. 